# Ashley Cooper (racerförare)
Ashley Cooper, född 11 juli 1980 i Sydney, New South Wales, död 25 februari 2008 i Adelaide, South Australia, var en australisk racerförare. 
Cooper dog i en krasch i Adelaide i ett supportrace till V8 Supercar 2008, efter en rejäl krasch i kurva 8.